# 井関修一
井関 修一（いせき しゅういち、1985年6月4日 - ）は、日本の男性アニメーター、キャラクターデザイナー。
東京芸術大学デザイン科卒業後、ガイナックスにアニメーターとして入社する。
動画時代から壮絶な作画技術を有しており、その評価は今石洋之の折り紙つきである。ガイナックスのメインアニメーターたちによるTRIGGER及びスタジオカラーへの大量移籍騒動が起こると、当時まだ動画マンだった井関もスタジオカラーへと移籍した。
『よんでますよ、アザゼルさん。Z』の2話「牛は見た!」で原画デビュー。

## 参加作品

### テレビアニメ
2010年
- Panty & Stocking with Garterbelt（動画）

2011年
- ダンタリアンの書架（動画(1話、2話、3話、5話、6話、7話、9話、10話、11話、12話)）
- THE IDOLM@STER（動画(17話)）

2012年
- ブラック★ロックシューター（動画(1話、2話)）

2013年
- よんでますよ、アザゼルさん。Z（原画(2話、10話)　第二原画(2話)）
- 翠星のガルガンティア（原画(8話、11話)　第二原画(9話)）
- キルラキル (原画(4話、5話、7話、12話、14話、18話、20話、23話、24話)　第二原画(2話、15話、21話))
- スペース☆ダンディ (原画(22話))

2015年
- ドラゴンボール超 (作画監督(16話))

2016年
- GATE 自衛隊 彼の地にて、斯く戦えり (作画監督(15話))

2017年
- 龍の歯医者 (キャラクターデザイン・作画監督)

2018年
- Cutie Honey Universe（キャラクターデザイン・作画監督(OP、1話)）

2025年
- 機動戦士Gundam GQuuuuuuX（デザインワークス・キャラクター作画監督・キャラクター作画監督補佐・原画・TP修正・OP原画）

### 映画
2012年
- 図書館戦争 革命のつばさ（動画）
- おおかみこどもの雨と雪（動画）
- ヱヴァンゲリヲン新劇場版:Q（動画）

2021年
- シン・エヴァンゲリオン劇場版𝄇（作画監督・アヴァン総作画監督・キャラクターデザイン・原画）

### Webアニメ
2011年
- 放課後のプレアデス（動画）

2014年
- 日本アニメ（ーター）見本市『ME!ME!ME!』（キャラクターデザイン・作画監督・原画）

2015年
- 日本アニメ（ーター）見本市『Kanón』（キャラクターデザイン・原画）
- 日本アニメ（ーター）見本市『偶像戦域』（原画）
- 日本アニメ（ーター）見本市『神速のRouge』（キャラクターデザイン・作画監督）
- 日本アニメ（ーター）見本市『ハンマーヘッド』（原画）
- 日本アニメ（ーター）見本市『GIRL』（キャラクターデザイン・作画監督・原画）